# Edaphosaurus
Az Edaphosaurus (görög „földgyík”; edaphosz, „föld”;  szaurosz, „gyík”) növényevő pelycosaurus nem volt az Edaphosauridae családból, amely a késő karbon földtörténeti kor idején terjedt el. A Diadectidae családdal együtt a legkorábbi ismert növényevő szárazföldi állatok közé tartozik.
Kicsi, rövid és keskeny koponya, széles test és vastag farok jellemezte. A hátán a család más tagjaihoz és más pelycosaurusokhoz hasonlóan nagy, meghosszabbodott csigolyákból és bőrből álló vitorla feszült. Ez hasonló volt a más pelycosaurus családhoz tartozó Dimetrodonéhoz, de a csontjai rövidebbek és nehezebbek voltak. Az Edaphosaurus a többi hátvitorlás pelycosaurushoz hasonlóan különleges volt abban, hogy a hátvitorlájában számos kis keresztcsont is volt.
A korai fajokhoz képest a kora perm kor idején élt edaphosaurusoknak megnőtt a testmérete, végül az Edaphosaurus cruciger és az Edaphosaurus pogonias fajok mintegy 3,5 méteres testhosszúságot értek el.
A típusfaj az Edaphosaurus pogonias, egy nagy testű kora permi faj, amelynek maradványait Texas vörös üledékeiben találták meg. A nemhez sorolt fajok némelyikéről nem tudni biztosan, hogy valóban ide tartozik-e. Általában ide sorolják a Naosaurus claviger korai fajt is.

## Képek

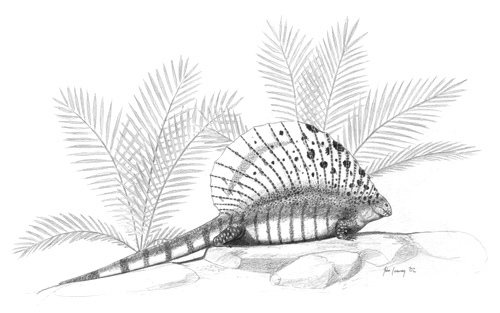
Edaphosaurus rajza
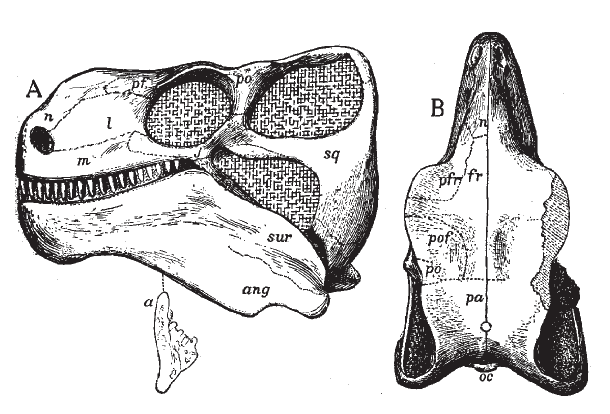
Edaphosaurus koponyája